# Бальзам Фьерабраса
«Бальзам Фьерабраса» (исп. El bálsamo de Fierabrás) — вымышленное чудодейственное лекарственное средство, фигурирующее в средневековой рыцарской литературе. Согласно сюжету французских эпических поэм XII века («Разрушение Рима» и «Фьерабрас») Фьербрас (Фьерабра; фр. Fier á Bras — «Храбрая рука») — это сарацинский великан, который вместе с отцом, восточным правителем Баланом, захватил Рим и похитил среди прочих реликвий два сосуда с остатками бальзама. Им было смазано тело распятого Иисуса Христа. Эта смесь имела магические свойства, больной, отведавший её, излечивался от ран. Оливьер (Оливье), один из двенадцати пэров Карла Великого, захватил Фьербраса в плен и вынудил принять христианство. Фьербрас стал ревностно исповедовать новую для него религию и преследовать своих бывших единоверцев. Также он отдал Оливьеру бальзам, а тот испытал его на себе. После этого он выбросил остатки в реку, чтобы другие рыцари не надеялись на волшебное выздоровление. Фьерабрас долгое время был одним из популярных героев каролингского цикла. Кроме воинских, особых достоинств он не имел, и причиной интереса к этому персонажу называют именно обладание бальзамом.
Бальзам наиболее известен по роману Сервантеса «Дон Кихот». В главе X первой части Дон Кихот говорит Санчо Пансе, что знает рецепт чудодейственного бальзама. Он просит своего оруженосца, если его разрубят в сражении пополам, соединить части вместе и дать выпить напиток. Двух глотков будет достаточно, чтобы вернуть его к жизни. В главе XVII первой части Дон Кихот во время стычки со стражником получает от него болезненные побои. Он сообщает Санчо, что может по памяти приготовить бальзам. Его ингредиентами являются масло, вино, соль и розмарин. Рыцарь смешал их, подогрел на огне и благословил многочисленными молитвами. Выпив смесь, Дон Кихот страдает от рвоты и потоотделения, а после трёхчасового сна чувствует себя выздоровевшим. Однако на Санчо, который пожелал отведать остатки лекарства, оно оказало сильное слабительное и рвотное действие. Дон Кихот объяснил это тем, что Санчо — оруженосец, а не странствующий рыцарь. Владимир Набоков прокомментировал эпизод следующим образом: «Описание воздействия полкварты бальзама на два различных организма, Дон Кихота и Санчо Пансы — один после жестокой рвоты засыпает и просыпается совершенно здоровым, другой страдает от жестокой боли в животе, а после, извергнув выпитое, бьётся в судорогах и проводит ночь без сна, — это описание сродни точному клиническому наблюдению. Разумеется, главной причиной всех несчастий стало оливковое масло».
Бальзам называют среди наиболее известных литературных панацей — мифических средств от всех болезней. Среди других: «мазь Прометея», «Самаркандское яблоко» («Яблоко принца Ахмеда»), «ханаанский бальзам», молий (моли). Лекарство Дон Кихота сравнивали с другим знаменитым литературным бальзамом, описанным в романе Александра Дюма «Три мушкетёра». Отправляясь «покорять Париж», его получает от матери Д’Артаньян. Его точный состав неизвестен, но среди прочего в него входили вино, масло, розмарин. Несмотря на сходство в рецептуре, в отличие от бальзама Фьерабраса, который принимали внутрь, мушкетёр своим средством смазывал раны. Литературовед Всеволод Багно увидел в описании коктейлей в романе Венедикта Ерофеева «Москва — Петушки» одну из многочисленных отсылок к роману Сервантеса, так как их рецепты созданы по тем же принципам, что и чудодейственный бальзам Фьерабраса.